# Gmina Mietków
Die Gmina Mietków ist eine Landgemeinde im Powiat Wrocławski der Woiwodschaft Niederschlesien in Polen. Ihr Sitz ist das gleichnamige Dorf (deutsch Mettkau) mit etwa 350 Einwohnern.

## Geographie

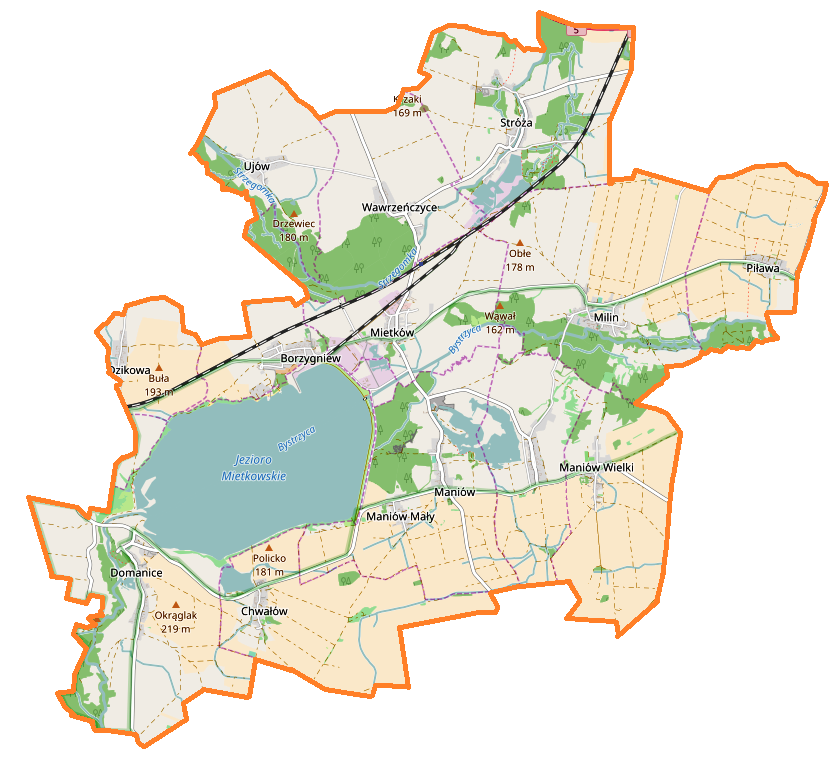
Karte der Gemeinde

Die Gemeinde liegt im Osten der Woiwodschaft. Nachbargemeinden sind Kąty Wrocławskie, Kostomłoty, Marcinowice, Sobótka und Żarów. Die Woiwodschaftshauptstadt Breslau liegt etwa 25 Kilometer nordöstlich.
Die Landgemeinde hat eine Fläche von 83,3 km², von dieser werden 68 Prozent land- und 11 Prozent forstwirtschaftlich genutzt. Im Westen des Gemeindegebiets wird die Bystrzyca (Schweidnitzer Weistritz) zum 929 Hektar großen Jezioro Mietkowskie aufgestaut. Er dient als Speichersee.

## Geschichte
Die Gemeinde wurde 1973 aus Gromadas neu gebildet und gehörte zum ehemaligen Powiat Wrocławski. Von 1975 bis 1998 kam sie zur Woiwodschaft Breslau. Der Powiat wurde in dieser Zeit aufgelöst. Im Jahr 1999 kam die Landgemeinde zur Woiwodschaft Niederschlesien und zum Powiat Wrocławski neuen Zuschnitts.

## Gliederung
Die Landgemeinde (gmina wiejska) Mietków mit 3737 Einwohnern (Stand 31. Dezember 2020) besteht aus 14 Dörfern mit Schulzenämtern (sołectwa). Diese sind (deutsche Namen bis 1945):
- Borzygniew (Borganie, 1937–1945 Bergen)
- Chwałów (Quallwitz)
- Domanice (Domanze)
- Dzikowa (Ebersdorf)
- Maniów (Mohnau)
- Maniów Mały (Klein Mohnau)
- Maniów Wielki (Groß Mohnau)
- Mietków (Mettkau)
- Milin (Fürstenau)
- Piława (Beilau)
- Proszkowice (Protschkenhain, 1937–1945 Altenrode N.S.)
- Stróża (Struse)
- Ujów (Viehau)
- Wawrzeńczyce (Lorzendorf)

## Verkehr
Die Autobahn A5 führt im Norden entlang der Gemeindegrenze.
An der Bahnstrecke Wrocław–Wałbrzych besteht der Haltepunkt Mietków. Der ehemalige Bahnhof des Orts liegt an der alten Trasse der Bahn. Grund für die Neutrassierung war die Anlage des Stausees.
Der nächste internationale Flughafen ist Breslau.